# A negyedik bolgár leva pénzérméi
A negyedik bolgár leva pénzérméi 1999. július 5-e óta vannak forgalomban a bankjegyekkel együtt, Bulgária hivatalos pénznemeként. Az érméket a negyedik levára váltáskor 1000 régi = 1 új leva arányban vezették be. 1999-ben még csak 1 stotinka és  2, 5, 10, 20 valamint 50 stotinki névértékű érméket vertek (1 leva = 100 stotinka), majd 2002-ben kezdték el verni az egylevásat, 2015-ben pedig a kétlevás lett a sorozat legújabb tagja.

## Forgalmi érmék
| Érme   | Érték       | Átmérő  | Tömeg   | Vastagság            | Anyag                                 | Verési év | Mágnesesség  |
| ------ | ----------- | ------- | ------- | -------------------- | ------------------------------------- | --------- | ------------ |
|        | 1 stotinka  | 16 mm   | 1,77 g  | 1,43 mm              | Alumínium-bronz                       | 1999      | Nem mágneses |
| 1,8 g  | 1 stotinka  | 16 mm   | 1,32 mm | Bronz bevonatú acél  | 2000                                  | Mágneses  |              |
|        | 2 stotinki  | 18 mm   | 2,5 g   | 1,2 mm               | Alumínium-bronz                       | 1999      | Nem mágneses |
| 1,4 mm | 2 stotinki  | 18 mm   | 2,5 g   | Bronz bevonatú acél  | 2000                                  | Mágneses  |              |
|        | 5 stotinki  | 20,1 mm | 3,5 g   | 1,6 mm               | Alumínium-bronz                       | 1999      | Nem mágneses |
| 20 mm  | 5 stotinki  | 3,5 g   | 1,7 mm  | Bronz bevonatú acél  | 2000                                  | Mágneses  |              |
|        | 10 stotinki | 18,4 mm | 3 g     | 1,54 mm vagy 1,59 mm | Nikkel sárgaréz                       | 1999      | Nem mágneses |
|        | 20 stotinki | 20,5 mm | 4 g     | 1,69 mm              | Nikkel sárgaréz                       | 1999      | Nem mágneses |
|        | 50 stotinki | 22,4 mm | 4,9 g   | 1,7 mm               | Nikkel sárgaréz                       | 1999      | Nem mágneses |
|        | 1 leva      | 24,5 mm | 7 g     | 1,9 mm               | Réz-nikkel mag, sárgaréz gyűrű        | 2002      | Nem mágneses |
|        | 2 leva      | 26,5 mm | 9 g     | N/A                  | Nikkel sárgaréz mag, Réz-nikkel gyűrű | 2015      | Nem mágneses |

## Forgalmi emlékérmék
| Érték       | Átmérő  | Tömeg | Vastagság | Anyag                                 | Verési év | Vert darab | Ünnepelt esemény          |
| ----------- | ------- | ----- | --------- | ------------------------------------- | --------- | ---------- | ------------------------- |
| 50 stotinki | 22,5 mm | 5 g   | 1,7 mm    | Nikkel sárgaréz                       | 2004      | 1,000,000  | Bulgária belép a NATO-ba  |
| 50 stotinki | 22,5 mm | 5 g   | 1,75 mm   | Nikkel sárgaréz                       | 2005      | 500,000    | Európai Unió              |
| 50 stotinki | 22,5 mm | 5 g   | 1,75 mm   | Nikkel sárgaréz                       | 2007      | 500,000    | Bulgária belép az EU-ba   |
| 2 leva      | 26,5 mm | 9 g   | 2,3 mm    | Nikkel sárgaréz mag, Réz-nikkel gyűrű | 2018      | 500,000    | Az EU tanácsa Bulgáriában |

## Érmemennyiség[16]
2021. december 31-én a bolgár érmék megoszlása a következőképpen alakult:
| Érme   | Darabszám    | Darabszám    | Érték       | Érték       |
| Érme   | %            | Millió darab | %           | Millió leva |
| ------ | ------------ | ------------ | ----------- | ----------- |
| 1 st.  | 28,69%       | 822,3        | 1,59%       | 8,2         |
| 2 st.  | 25,96%       | 743,8        | 2,87%       | 14,9        |
| 5 st.  | 11,21%       | 321,2        | 3,10%       | 16,1        |
| 10 st. | 11,50%       | 329,6        | 6,36%       | 33,0        |
| 20 st. | 9,37%        | 268,4        | 10,37%      | 53,9        |
| 50 st. | 4,63%        | 132,6        | 12,81%      | 66,3        |
| 1 lv.  | 5,93%        | 169,9        | 32,81%      | 169,9       |
| 2 lv.  | 2,72%        | 77,9         | 30,09%      | 155,8       |
| Össz.  | 2 865,8 M db | 2 865,8 M db | 517,8 M lv. | 517,8 M lv. |

## Hamis érmék[16]
A Bolgár Nemzeti Bank 2007 óta számon tartja az intézmény által talált hamis érméket. 2021. IV. negyedévéig a hamis érmék száma így alakult:
| Érme   | %         | Hamis érme |
| ------ | --------- | ---------- |
| 1 st.  | 0,00%     | 0          |
| 2 st.  | 0,00%     | 0          |
| 5 st.  | 0,00%     | 0          |
| 10 st. | 0,00%     | 0          |
| 20 st. | 0,91%     | 115        |
| 50 st. | 75,67%    | 9 575      |
| 1 lv.  | 20,79%    | 2 631      |
| 2 lv.  | 2,62%     | 332        |
| Össz.  | 12 653 db | 12 653 db  |